# Gemeentearchief
Een gemeentearchief (soms stadsarchief of streekarchief) is de algemene naam van de gemeentelijke dienst waar een gemeente zijn archieven kan onderbrengen. Wanneer de gemeente hiervoor geen afzonderlijke dienst instelt, staan de archieven onder beheer van de gemeentesecretaris.

## Algemeen
Een gemeentearchief kan gevestigd zijn in het gemeentehuis, maar is wegens de omvang van de archieven, de beveiliging en de publieksruimten meestal in een afzonderlijk pand gehuisvest.
Naast de archieven van de gemeente zelf, probeert een gemeentearchief ook archieven van particuliere instellingen te verwerven en voor onderzoek beschikbaar te stellen. Hierbij gaat het om verenigingen, stichtingen, kerken, bedrijven, families en personen. Daarmee blijft onze kijk op het verleden niet beperkt tot de blik van de overheid, maar is via de particuliere archieven een meer genuanceerde beoordeling van de geschiedenis mogelijk.
Steeds vaker wordt het materiaal in een gemeentearchief voor een groot publiek toegankelijk gemaakt via internet: zoekmachines op namen en beeldbanken voor de afbeeldingen. 

## Nederland
In Nederland stelt de gemeentesecretaris voor de dagelijkse gang van zaken een 'archiefambtenaar ter secretarie' aan. 
Een gemeente kan ook samenwerken met andere gemeenten om de archieven te beheren in de vorm van een streekarchief of een Regionaal Historisch Centrum (RHC).
Volgens de Nederlandse Archiefwet moet een overheidsorgaan —dus ook een gemeente, waterschap of provincie— zijn archieven na twintig jaar aan het gemeentearchief of streekarchief overdragen. Daarmee zijn ze in principe ook openbaar: behoudens enkele uitzonderingen mag iedereen ze inzien. In een speciaal daartoe ingerichte ruimte, vaak studiezaal of leeszaal genoemd, kan het publiek de archieven inzien.
In een gemeentearchief zijn in Nederland in eerste instantie de archieven ondergebracht die de gemeente en zijn voorgangers zelf in de loop der eeuwen heeft gevormd: het dorpsbestuur of het stadsbestuur (tot circa 1811) en daarna de gemeente, waaronder bij grotere gemeenten de archieven van afzonderlijke gemeentelijke diensten. 
Naast de overheidsarchieven en particuliere archieven, probeert een gemeentearchief via een meer of minder actief verzamelbeleid ook stukken voor de geschiedenis te behouden die een indirect verband hebben met een archief van een instelling: foto's, prenten, kaarten, tekeningen, films, video's, muziek, etc. Deze verzameling van dit soort 'losse stukken' wordt vaak een 'Topografisch-Historische Atlas' (THA) of 'Historisch-Topografische Atlas' (HTA) genoemd.
Veel geraadpleegde archiefbronnen in een Nederlands gemeentearchief zijn, uitgaande van de wetgeving van ná 1815, de registers van de Burgerlijke Stand, het Bevolkingsregister, de Doop-, Trouw- en Begraafboeken (DTB) van de kerken, de notulen van de gemeenteraad en het college van burgemeester en wethouders, de bouwvergunningen (met tekeningen van huizen en andere bouwwerken) en de afbeeldingenverzamelingen.
Naast bovengenoemde archieven zijn ook de archieven van de notaris beschikbaar, alsmede het ORA (Oud-Rechterlijk Archief) wat de periode van vóór 1815 omvat.
Websites die een overzicht geven van de gemeentearchieven in Nederland en hun online onderzoeksmogelijkheden zijn te vinden onder Archief.

## Vlaanderen
In Vlaanderen staat het de gemeenten vrij al dan niet archief over te dragen aan het Rijksarchief. Het Rijksarchief had volgens de Belgische archiefwet uit 1955 de bevoegdheid om het artikel over het gemeentelijk archiefbeheer uit de Belgische gemeentewet te controleren. Gezien deze gemeentewet gedefederaliseerd is en in Vlaanderen grotendeels vervangen werd door een gemeentedecreet, is de huidige situatie in Vlaanderen qua inspectiebevoegdheid van het Rijksarchief onduidelijk. Provincies controleren er het archiefbeheer van de gemeenten niet. Het Rijksarchief deelt de bevoegdheid om de toestemmingen af te leveren voor de vernietiging van archiefbescheiden op basis van de archiefwet uit 1955 met de Vlaamse overheid, op basis van het Archiefdecreet van 2010. De openbaarheid van de gemeentelijke archiefbescheiden wordt in Vlaanderen geregeld door de algemene regelingen van de Federale en Vlaamse Overheid over de openbaarheid van bestuursdocumenten. Het Archiefdecreet bepaalt dat de meeste uitzonderingsgronden van het Openbaarheidsdecreet na 30 jaar niet meer kunnen worden ingeroepen, waardoor archiefbescheiden de jure openbaar worden.
In Vlaanderen bewaren vrijwel alleen grotere steden de archieven van voor de oprichting van de gemeenten in België in 1795. De overige lokale bestuursarchieven uit deze periode (van stadsbesturen, laat- en schepenbanken en lokale leenhoven) berusten meestal bij de Rijksarchieven. Ook archieven van na 1795 kunnen door de gemeente aan het bevoegde Rijksarchief zijn overgedragen. Vandaag de dag is deze praktijk echter niet meer courant.
De meest geraadpleegde reeksen uit het gemeentearchief lopen in Nederland en Vlaanderen veelal gelijk. De archieven van de notarissen moet men in Vlaanderen echter bij de Rijksarchieven zoeken. Het Rijksarchief heeft in Vlaanderen de meeste doop-, trouw- en begraafboeken, in Vlaanderen meestal 'parochieregisters' of 'kerkregisters' genoemd, kunnen verwerven voor wat betreft de periode voor 1795. De parochieregisters van na de invoering van de burgerlijke stand in 1795 bevinden zich meestal nog bij de dorpspastoors, aangezien de gemeenten enkel de bevoegdheid hadden de kerkregisters te confisqueren voor wat betreft de periode voor de invoering van de burgerlijke stand. Het staat de gemeenten en steden in Vlaanderen vrij om al dan niet hun parochieregisters aan het Rijksarchief over te dragen.